# دهستان کمهر
دهستان کمهر نام دهستانی در بخش مرکزی شهرستان سپیدان، استان فارس در ایران است.

## جمعیت
براساس سرشماری مرکز آمار ایران در سال ۱۳۸۵، جمعیت آن ۳۸۱۲ نفر (۸۵۳ خانوار) بوده‌است.

## مردم
مردم این دهستان به زبان لری تکلم می‌کنند.